# Sherzad (distrikt)
Sherzad är ett distrikt i Afghanistan. Det ligger i provinsen Nangarhar, i den östra delen av landet, 80 kilometer sydost om huvudstaden Kabul. Administrativ huvudort är Sherzad.
Distriktet beräknades år 2022 ha cirka 78 000 invånare.